# Скуйбин, Николай Владимирович
Никола́й Влади́мирович Скуйбин (род. 31 июля 1954, Москва, СССР) — советский и российский кинорежиссёр, сценарист, доцент, декан режиссёрского факультета ВГИК, руководитель мастерской режиссуры ВГИК. С 1976 года — режиссёр киностудии «Мосфильм».

## Биография
Николай Скуйбин родился 31 июля 1954 года в Москве в семье кинорежиссёра Владимира Скуйбина и Нины Скуйбиной. В 1976 году окончил режиссёрский факультет ВГИКа (мастерская А. Столпера).
С 1976 года является режиссёром киностудии «Мосфильм», на которой и ставит свои фильмы. Снимал фильмы в жанре психологической драмы. Один из режиссёров телесериала «Поздний ужин».
С 2006 года преподаёт во ВГИКе имени С. А. Герасимова. С 2009 года — декан режиссёрского факультета. С 2014 года руководит мастерской на режиссёрском факультете.

## Фильмография

### Режиссёр
- 1982 — Кто стучится в дверь ко мне…
- 1985 — Из жизни Потапова
- 1988 — Бомж. Без определённого места жительства
- 1990 — Карьер
- 2002 — Поздний ужин с…